# Oxygoniola
Oxygoniola is een geslacht van kevers uit de familie van de loopkevers (Carabidae). De wetenschappelijke naam van het geslacht is voor het eerst geldig gepubliceerd in 1892 door W.Horn.

## Soorten
Het geslacht Oxygoniola is monotypisch en omvat slechts de volgende soort:
- Oxygoniola chamaeleon W.Horn, 1892